# Škola čar a kouzel v Bradavicích
Škola čar a kouzel v Bradavicích, zkráceně Bradavice (v anglickém originálním názvu Hogwarts School of Witchcraft and Wizardry, zkráceně Hogwarts) je fiktivní kouzelnická škola ve Světě Harryho Pottera. Škola je velmi rozlehlá. Stojí na skále nad jezerem, na utajeném místě ve Skotské vysočině. Mudlům se díky kouzlu jeví jako zřícenina, aby se tam báli chodit. Vidět ji mouhou jen čarodějové zasvěcení do kouzelnického světa. 
Škola sídlí ve velkém hradě plném tajných chodeb, z nichž 7 vede od ní. Každá kolej má svou společenskou místnost, Nebelvír a Havraspár sídlí ve věžích, Mrzimor v přízemí (místnost se nachází blízko kuchyně) a Zmijozel ve sklepení. Studenti se vždy scházejí ve Velké síni k snídani, obědu a večeři. V této místnosti se také konají zahajovací a závěrečné ceremoniály. Na konci každého ročníku kolej s největším počtem bodů získá Školní pohár. Ve velké síní poté následující rok ze stropu visí 2 řady po 7 praporech v barvách vítězné koleje. K hradu přiléhají rozsáhlé školní pozemky zahrnující Zapovězený les, Černé jezero a Famfrpálové hřiště.
Co se týče studia, existuje jen jediný způsob jak se na školu dostat. V ředitelně školy je uchovávána kniha, která každý rok zobrazí řediteli seznam budoucích studentů. Těm je pak následně rozesláno pozvání ke studiu. Do školy se pak dostanou jen vlakem, který odjíždí 1. září z londýnského nádraží King's Cross vždy v jedenáct hodin z nástupiště 9¾. 
Heslem školy je Draco dormiens nunquam titillandus – „Nikdy nelechtej spícího draka“. Existuje také hymna Bradavic (Hoggy Warty Hogwarts, česky Bradavice, Brada Bradavice). 

## Historie
Škola byla před více než tisíci lety založena čtyřmi největšími čarodějkami a čaroději té doby – Godrikem Nebelvírem, Helgou z Mrzimoru, Rowenou z Havraspáru a Salazarem Zmijozelem (který potom Bradavice opustil). Už od začátku však mezi nimi byly velké neshody v tom, jak provozovat výuku a koho na školu přijímat. Každý měl zcela jinou představu. Salazar Zmijozel chtěl přijímat jen „čistokrevné” studenty, tedy takové, jejichž rodiče jsou kouzelníci. A naopak si zásadně nepřál přijímaní mudlů, studentů kteří nemají žádné kouzelnické předky. Dle jeho názoru měl kouzelnický svět zůstat uzavřenou komunitou, bez možnosti přijímání nezasvěcených lidí z běžné společnosti. Další dva zakladatelé, Godrik Nebelvír a Rowena z Havraspáru rovněž trvali na přijímání jen určitých vybraných studentů, ale podle jiných kritérií. Godrik chtěl jen ty odvážné a ctnostné, nebojící se jakýchkoliv překážek. A Rowena měla záměr vytvořit elitní školu, kam budou přijímání jen ti nejchytřejší a nejnadanější. V kontrastu proti všem ostatním pak byla Helga z Mrzimoru. Ta naopak chtěla školu otevřít všem kdo mají zájem na ni studovat, bez ohledu na jejich původ, schopnosti nebo vlastnosti. V tomhle ohledu se zakladatelé školy nemohli shodnout. Nakonec se tedy rozhodli tak, že každý z nich založí svoji vlastní studentskou kolej, která se bude řídit podle jeho pravidel. Celkem tak vznikly čtyři studentské koleje: Zmijozel, Nebelvír, Havraspár a Mrzimor.

## Koleje

### Zařazování do kolejí
Hned po příjezdu jako vůbec první věc která budoucí studenty čeká, je shromáždění v hlavní hale a rozdělování do studentských kolejí. Zástupce/zástupkyně ředitele vyvolává postupně jména nových žáků. Vyvolaný si vždy sedne na stoličku a na hlavu je mu položen Moudrý klobouk, který podle toho jaké jsou jeho povahové a osobní vlastnosti rozhodne, do jaké koleje patří. Student také sám může říct, do jaké koleje si přeje nebo naopak nepřeje být umístěn. Tak se stalo například v případě Harryho Pottera nebo Hermiony. U Harryho moudrý kloubouk navrhoval Zmijozel, Harry však zařazení do Zmijozelu zásadně odmítal a trval na Nebelvíru. Hermionu zase chtěl vzhledem k jejímu nadání zařadit do Havraspáru. Ale na její přání ji nakonec také umístil do Nebelvíru.

### Zmijozel
Zmijozel (v originále Slytherin) – kolej založená Salazarem Zmijozelem. Do této koleje jsou moudrým kloboukem zařazováni ctižádostiví studenti, kteří chtějí být po dokončení studia především co nejvíce mocní a vlivní. Mají tendenci myslet jen na svoje vlastní zájmy a neohlížet se na druhé. Jejich typická vlastnost je urputnost. Pokud chtějí něčeho dosáhnout, jdou si za tím zcela nekompromisně a každého kdo se jim při tom postaví do cesty jsou připraveni nemilosrdně odstavit. Přesto mají studenti Zmijozelu neobyčejně silného týmového ducha a k sobě navzájem jsou mimořádně loajální. Na škole je pevně spojuje posedlost tím, aby byli za všech okolností ve všem nejlepší a po studiu chtějí dosáhnout co nejvyšší společenské pozice, která jim zajistí moc. Uvědomují si však, že aby toho dosáhli, musejí spolu úzce spolupracovat. 
Zmijozelská kolej je v Bradavicích ta nejméně oblíbená, protože její studenti mají tendenci pohrdat studenty z ostatních kolejí a šikanovat je. Považují se za sortu těch lepších, kteří jsou nadřazení všem ostatním. Velice si zakládají na svém vnějším vzhledu a způsobu vystupovaní, aby za každých okolností působili važným, vznešeným a nadřazeným dojmem. Ve škole mají pověst odpadlíků, kteří jdou proti všem ostatním kolejím a v minulosti se dokonce postavili i proti samotnému vedení školy, které se pokoušeli sesadit a získat nad celou školou nadvládu. Jsou vnímání jako chladní, nepřátelští a arogantní. A také jako ti největší potížisté. Nejen během studia, ale i po něm. Zmijozel je často přezdíván jako „kolej zlých čarodějů“, protože z řady jeho studentů se stali ti nejhorší zločinci kouzelnického světa. Mnozí po dokončení studia vstoupili do řad Smrtijedů, uskupení vedeného Lordem Woldemortem, které usiluje o získání absolutní nadvlády nad kouzelnickým světem. Nutno však dodat, že ne všichni studenti Zmijozelu jsou špatní. Existují i výjimky, jako například na Zmijozel neobyčejně vlídný profesor Horácio Křiklan, nebo profesor Snape, který se nakonec stal ochráncem Harryho Pottera a v bitvě o Bradavice se v závěru rozhodnul postavit proti Woldemortovi.
Zmijozelská kolej se nachází v nejspodnější části části školy. Vchod do ní je ukryt za kamennou zdí a otevírá se heslem. Oproti všem ostatním se výrazně liší v tom, že všechny její místnosti jsou ukryté hluboko pod vodou. Její okna nabízejí velmi neobvyklý pohled na dno jezera obklopujího školu. Studenti za nimi můžou pozorovat ryby a jiné podvodná živočichy. Na druhou stranu je však z toho samého důvodu ve Zmijozelské koleji oproti ostatním jen velmi málo světla. I přes den tu zůstává značné šero. Součástí Zmijozelské koleje je i Tajemná komnata. Tu tady po sobě zanechal sám zakladatel Zmijozelu Salazar, poté co se neshodl s ostatními zakladateli školy a odešel. Střeží ji obří had Bazilišek a čeká na to, až ji někdy v budoucnu otevře některý z jeho dědiců.
Kolejními barvami Zmijozelu jsou zelená a stříbrná, a erbovním zvířetem had. Přírodním elementem je voda, která pak symbolicky obklopuje společenskou místnost Zmijozelu a okny lze pozorovat, co se děje v Černém jezeře. Kolejním duchem je Krvavý baron, který se stal duchem proto, aby mohl navždy být s milovanou Helenou Ravenclaw (Šedá dáma), kterou i zabil. Ředitelem zmijozelské koleje byl v letech 1981–1997 Severus Snape. Po něm převzal ředitelské místo Horácio Křiklan, který byl ředitelem koleje již jednou, než odešel v roce 1981 na odpočinek. Prefektem je Felix Rosier (ve hře HP: HM). V knížce jsou prefekti Zmijozelu Draco Malfoy a Pansy Parkinsonová.

### Nebelvír
Nebelvír (v originále Gryffindor) – kolej založená Godrikem Nebelvírem. Hlavním kritériem přijetí do této koleje je zejména čestnost, odvaha a rytířské hodnoty. Studenti Nebelvíru jsou známí tím, že se nebojí žádných výzev a jsou odhodlaní postavit se proti jakémukoliv zlu. Obdobně jako ti ze Zmijozelu jsou velmi ctižádostiví. Také mají zájem měnit svět, ale zcela jiným způsobem. Oproti Zmijozelským uvažují přesně opačně. Zatímco studenti Zmijozelu sledují jen svůj vlastní prospěch, ti z Nebelvíru se vždy budou tvrdě bít za dobro ostatních. Z toho důvodu je Nebelvír odvěkým protivníkem Zmijozelu. 
Nebelvírští studenti jsou na škole obecně ti nejpopulárnějí. Jsou bráni jako ti co usměrňují vzpurný Zmijozel a chrání celou školu před jakoukoliv vnější nebo vnitřní hrozbou. Jejich vztahy k ostatním kolejím (s výjimkou Zmijozelu) jsou velmi vřelé. Nemají potřebu kohokoliv šikanovat nebo ponižovat, naopak pokud zahlédnou že se něco takového děje, neváhají proti tomu zakročit. Profesorům však často přidělávají starosti svojí lehkomyslní, kdy se neuváženě vrhají do všemožných divokých dobrodružství, někdy i navzdory školním pravidlům, a vystavují se zbytečnému nebezpečí. 
Nebelvírská kolej se nachází na severní straně škole. Vchod je umístěný za portrétem Buclaté dámy a heslo se pravidelně mění, aby bylo pro nezvané hosty těžší se sem dostat. Kolej Nebelvíru vyniká svým velice útulným charakterem. Je světlá, prostorná, a vybavená v rytířském stylu připomínajícím starý hrad. Kolejními barvami Nebelvíru jsou rudá a zlatá. Erbovním zvířetem je lev, který symbolizuje udatnost a statečnost. Elementem je oheň. Kolejním duchem je Sir Nicholas de Mimsy-Porpington, známější pod jménem Skoro bezhlavý Nick. A ředitelkou koleje Minerva McGonagallová, která je zároveň zástupkyní ředitele školy (od 7. dílu ředitelkou) a profesorkou Přeměňování. 
Ve hře HP: HM je prefektkou Angelica Cole. V knížce jsou prefekti Nebelvíru Hermiona Grangerová a Ron Weasley. Nebelvír se jmenuje podle svého zakladatele Godrika Nebelvíra, který byl přítelem Salazara Zmijozela. Později se jejich cesty kvůli neshodám o vedení a budoucnosti školy rozešly. Co se týče dědiců, není žádný znám, ale předpokládá se, že to jsou Harry Potter a Neville Longbottom. Oba se totiž narodili 31. července o půlnoci, kdy je znamení lva nejsilnější. Památkou na Godrika Nebelvíra je meč posetý rubíny (Nebelvírův meč), který vyrobili skřeti, a který se zjeví a podaří vytáhnout z Moudrého klobouku jen tomu, kdo patří do Nebelvíru a jen tehdy, potřebuje-li ho a prokázal-li hrdinství a odvahu. Díky tomu, že ho vyrobili skřeti, je unikátní zejména tím, že odolává všemu, co by mu mohlo ublížit nebo ho poškodit a nasává do sebe vše, co ho posilňuje. Je uložen v ředitelově pracovně a je to jediný předmět po zakladatelích Bradavic, ze kterého se nestal viteál. Na koleji studovali mimo jiné Neville Longbottom, Weasleyovi, Harry Potter, Hermiona Grangerová, Minerva McGonagallová, Sirius Black, Peter Pettigrew, Remus Lupin, Rubeus Hagrid nebo Albus Percival Wulfric Brian Brumbál.

### Havraspár
Havraspár (v originále Ravenclaw) – kolej založená Rowenou z Havraspáru (Rowena Ravenclaw). Sem jsou zařazováni chytří a nadaní studenti, jejichž hlavním cílem je co nejvíce se toho naučit a stát se těmi nejlepšími čaroději. Na škole mají pověst pověst nerdů a v některých případech i podivínů, protože mají sklony být extravagantní a nekonformní. Příkladem může být Luna Lovegood, oblékající se volném čase svým osobitým, velmi neobvyklým stylem. V kontrastu třeba se Zmijozelem, kde se vyžaduje aby každý jeho student zachovával určité dekórum a svým patřičně vznešeným chováním prezentoval Zmijozel jako elitní kolej, v Havrásparu se studentům dává možnost aby projevili svoji individualitu. 
Ve škole jsou vnímání jako poněkud odtažití introverti, soustředící se hlavně na svoje studium. Nedá se však o nich říct, že by se ostatních stranili, spíš jen jen nesdílejí Zmijozelskou ctižádostivost, Nebelvírskou impulzivnost vrhat se do všeho po hlavě bez předchozího promyšlení, nebo Mrzimorský laxnější přístup ke studiu. Tím pádem je pro ně těžší najít společnou řeč s ostatními studenty. Ale rozhodně nejsou nijak nepřátelští nebo nevlídní. Byť ve škole můžou vypadat jako ti tiší a nevýrazní, rozhodně není radno je podceňovat. Jsou to ti nejlepší studnenti a magii ovládají tak jako nikdo jiný. Například Havraspárský profesor Kratiknot je i přes svůj malý vzrůst nejlepší duelista (boj čarodějů mezi sebou pomocí hůlky).
Havraspárská kolej je ze všech nejvýše položená. Nachází se vysoko ve věži. Oproti ostatním kolejím její vchod není nijak maskovaný. Vstup do ní je však nejvíce komplikovaný. Není na základě hesla, ale na uhodnutí náhodné hádanky, která je tak složitá, že ji může vyřešit jen student z Havraspáru. Havraspárská kolej uvnitř působí velmi honosně. Je bohatě zdobená astronomickými vzory a je v ní mnoho denního světla protože má mnoho oken. Také má venkovní terasu, ze které je rozhled do širého okolí. Kolejními barvami jsou modrá a stříbrná. Erbovním zvířetem je havran. Symbolizuje vzletnost myšlenek a výšku intelektu ("Vznáší se tam, kam ostatní nemohou vylézt."). Ředitelem koleje je Filius Kratiknot, který je zároveň profesorem kouzelných formulí. Kolejním duchem je Šedá dáma, což je dcera Roweny z Havraspáru, vlastním jménem Helena z Havraspáru. Prefektem je Chester Davies (ve hře Harry Potter: Hogwarts Mystery, dále jen HP: HM). V knížce jsou prefekti Havraspáru Anthony Goldstein a Padma Patilová.
Památkou po Roweně byl diadém, který Helena ukradla své matce a ze kterého následně Lord Voldemort udělal svůj viteál. Později byl ale diadém zničen zložárem a s ním zanikla i další část Voldemortovy duše. Havraspárská společenská místnost se nachází v západní věži hradu. Vchodem jsou dveře bez kliky s klepadlem v podobě orla. Po klepnutí vydá klepadlo otázku, na kterou je nutné odpovědět. Pokud se otázka zodpoví tak, aby se klepadlu zdála moudrá, dveře se otevřou, pokud ne, musí dotyčný počkat na někoho, kdo na otázku uspokojivě odpoví. Otázky se neustále mění. Společenská místnost Havraspáru je větší a vzdušnější než nebelvírská. Rowena z Havraspáru byla dle Moudrého klobouku „zrozená v lůně hor“, což by snad mohlo odpovídat Skotsku. S tím také souvisí přírodní element Havraspáru - vítr. Nejlepší přítelkyně Helgy z Mrzimoru byla obdařena mimořádnou inteligencí a neuvěřitelnou kreativitou, mimo jiné vymyslela pohyblivé bradavické schodiště. Rowena měla minimálně jedno dítě, a to dceru Helenu z Havraspáru. Šedou dámu můžete spatřit v 7. díle ve druhé části - Relikvie smrti. Do Havraspáru chodili např. Lenka Láskorádová, Cho Changová nebo Zlatoslav Lockhart.

### Mrzimor
Mrzimor (v originále Hufflepuff) – kolej založená Helgou z Mrzimoru. Jde o kolej, kam jednoduše spadají studenti, kteří se nehodí do žádné z předchozích kolejí. Na rozdíl od všech ostatních, Mrzimor nemá žádné speciální požadavky na přijetí. Je to inkluzivní kolej otevřená všem. Vzhledem k tomu, že je ochotná příjímat i méně talentované studenty, mívá oproti ostatním kolejím podstatně slabší výsledky. Z toho důvodu studenti ostatních kolejí mívají tendenci Mrzimor podceňovat. Existuje však jedna věc, ve které Mrzimor vyniká: je to ta nejvíce přátelská kolej, ve které všichni drží při sobě a vzájemně se podporují. Studenti Mrzimoru běžně navazují přátelství se studenty z ostatních kolejí a v případě potřeby jsou ochotni jim pomoct, jsou k ostatním tolerantní, a zásadně odmítají podvádět nebo činit vůči druhým jakékoliv nekalosti. Vzhledem k tomu je Mrzimor na Bradavické škole ta nejoblíbenější kolej.
Mrzimorská kolej je umístěna v suterénu, vedle školní kuchyně. Vstup do ní je maskovaný jako hromada sudů, z nichž přes jeden vede vchod. Heslo je vcelku jednoduché. Stačí na ten přes který vede vchod zaklepat v rytmu slov "Helga Hufflepuff", načež se víko sudu otevře a je možné vstoupit dovnitř. Pokud je však heslo zaklepáno špatně, dotyčný je postříkán octem. Kolej Mrzimoru je zčasti pod zemí. Jen u stropu jsou menší okna, přes která sem omezeně prochází světlo. Je tu tedy také poměrně málo světla, ale oproti Zmijozelské koleji  působicí velmi chladně, to působí daleko teplejším a vlídnějším způsobem. Jelikož je Mrzimor hodně zaměřený na botaniku, je na jeho koleji spousta rostlin, o které se stará profesorka Prýtová, která je i ředitelkou Mrzimorské koleje.
Kolejními barvami jsou žlutá a černá. Žlutá znázorňuje pšenici a černá půdu. Erbovním zvířetem je jezevec, který symbolizuje zázemí. Mrzimorským elementem je Země. Kolejním duchem je Tlustý mnich. Prefektem je Jane Court (ve hře HP: HM). V knížce jsou prefekti Mrzimoru Hannah Abbottová a Ernie Macmillan. Mrzimor se jmenuje podle své zakladatelky Helgy z Mrzimoru, která bývala jednou z největších čarodějek. Co se týče dědiců, není znám žádný, který by žil v době, kdy se odehrává příběh. V šesté knize je ovšem zmíněna Hepziba Smithová, coby dědička, kterou zabil lord Voldemort neboli Tom Raddle, aby se zmocnil poháru, který patřil Helze z Mrzimoru, a udělal z něj viteál. Harry nikdy ve společenské místnosti Mrzimoru nebyl. O Mrzimoru Draco Malfoy v prvním díle říká, že doufá, že se tam nedostane. Hagrid Harrymu vysvětluje, že o Mrzimoru se říká, že to je kolej hlupáků, ale že to není pravda. Z Mrzimoru pochází také nejméně zlých čarodějů. Z ostatních kolejí Mrzimor vychází nejlépe s Nebelvírem. Na koleji studoval např. Cedric Diggory, Mlok Scamander nebo Nymfadora Tonksová.

## Studentský život
Den v Bradavicích začíná snídaní ve Velké síni. Studenti sedí u stolu své koleje, kde mohou jíst a socializovat se, případně dodělávat domácí úkoly. Ředitel či ředitelka jí spolu s ostatními profesory u stolu pro profesory na konci síně. Během snídaně nosí sovy studentům poštu, převážně sestávající z výtisků Denního věštce a dopisů nebo balíčků od rodičů. V devět hodin hlásí zvonek začátek první hodiny.
Dopoledne jsou dvě dlouhé hodiny s krátkou přestávkou mezi nimi, aby se žáci dostali do učeben. Po obědě hodiny pokračují od 13 hodin, a odpoledne je před dalšími hodinami opět přestávka. Hodiny trvají přibližně 60 minut a občasné dvojité hodiny mají 120 minut. Vyučování končí kolem 17 hodin. Žáci prvního ročníku mívají v pátek odpoledne volno, studenti šestého a sedmého ročníku mají několik volných hodin během týdne. Večeře je podávána opět ve Velké síni a po ní by se měli studenti vrátit do společenských místností svých kolejí. Případné hodiny astronomie probíhají pozdě v noci na Astronomické věži.
Všechny čtyři koleje mají tajné vchody, obecně známé jen členům koleje a ke vstupu je zapotřebí znát heslo (Nebelvír, Zmijozel), uhádnout hádanku (Havraspár) nebo provést rituál (Mrzimor). Uvnitř je společenská místnost s křesly a sedačkami na odpočinek a stoly na psaní úloh a učení se. Nachází se zde také krb, kolem kterého mohou studenti posedávat a relaxovat. Ve společenských místnostech a na dalších strategických místech na hradě visí nástěnky na důležitá oznámení.
Ze společenské místnosti mohou přejít studenti do své ložnice, ve které přespávají po celý rok. Dívčí ložnice je očarována tak, aby do ní nemohli vstupovat chlapci (ovšem dívky mohou vstupovat do chlapecké ložnice). Každý žák má velkou postel s nebesy s povlečením a závěsy v barvách koleje. Vedle každé postele stojí noční stolek a v každé ložnici je také trvale džbán s vodou a sklenice.
O určených víkendech mohou studenti třetích a vyšších ročníků, kteří mají podepsané povolení, navštěvovat blízkou čarodějnickou vesnici Prasinky, kde se mohou procházet nebo využít některé z hospod, restaurací a obchodů. Mezi oblíbená místa v Prasinkách patří Medový ráj, Taškářovy žertovné předměty, hostinec U Tří košťat a Chroptící chýše (označovaná za budovu, ve které straší nejvíce z celé Británie).

## Studium
Škola má sedm ročníků. V 5. ročníku studenti skládají zkoušky NKÚ (náležitá kouzelnická úroveň) a vybírají si předměty, které chtějí dále studovat na OVCE (ohavně vyčerpávající celočarodějné exameny). Ty skládají v závěru 7. ročníku. V Bradavicích se vyučuje široké spektrum předmětů všelijak souvisejících s budoucím povoláním studentů. Dělí se na povinné (studenti je musí studovat každý rok až do NKÚ) a volitelné (od 3. ročníku si zvolí další minimálně dva předměty, ze kterých pak stejně jako z povinných skládají NKÚ).
Povinnými předměty jsou přeměňování, obrana proti černé magii, bylinkářství, kouzelné formule, lektvary, dějiny čar a kouzel a astronomie. V prvním ročníku mají studenti navíc létání na koštěti. Pro studium od třetího ročníku si studenti mohou vybrat z předmětů jasnovidectví, péče o kouzelné tvory, věštění z čísel, studium mudlů a starodávné runy. Po dovršení plnoletosti se mohou studenti zapsat do kurzů přemisťování.
V pátém ročníku se také vybírají prefekti, ze kterých se potom může stát primus. Prefekti a primusové jsou obvykle ti nejzdatnější žáci. Pomáhají učitelům v organizaci školy a mohou také strhávat body.
Školní rok v Bradavicích trvá od 1. září do 30. června. Na Vánoce většina studentů jezdí domů. Do školy jsou dopravováni Bradavickým expresem z londýnského nádraží King's Cross z nástupiště devět a tři čtvrtě přesně v jedenáct hodin. Vlak přijede na nástupiště v Prasinkách a odtamtud jsou studenti dopraveni do školy buď čluny (1. ročník) s Hagridem, nebo kočáry taženými testrály (2. až 7. ročník).

## Předměty a profesoři

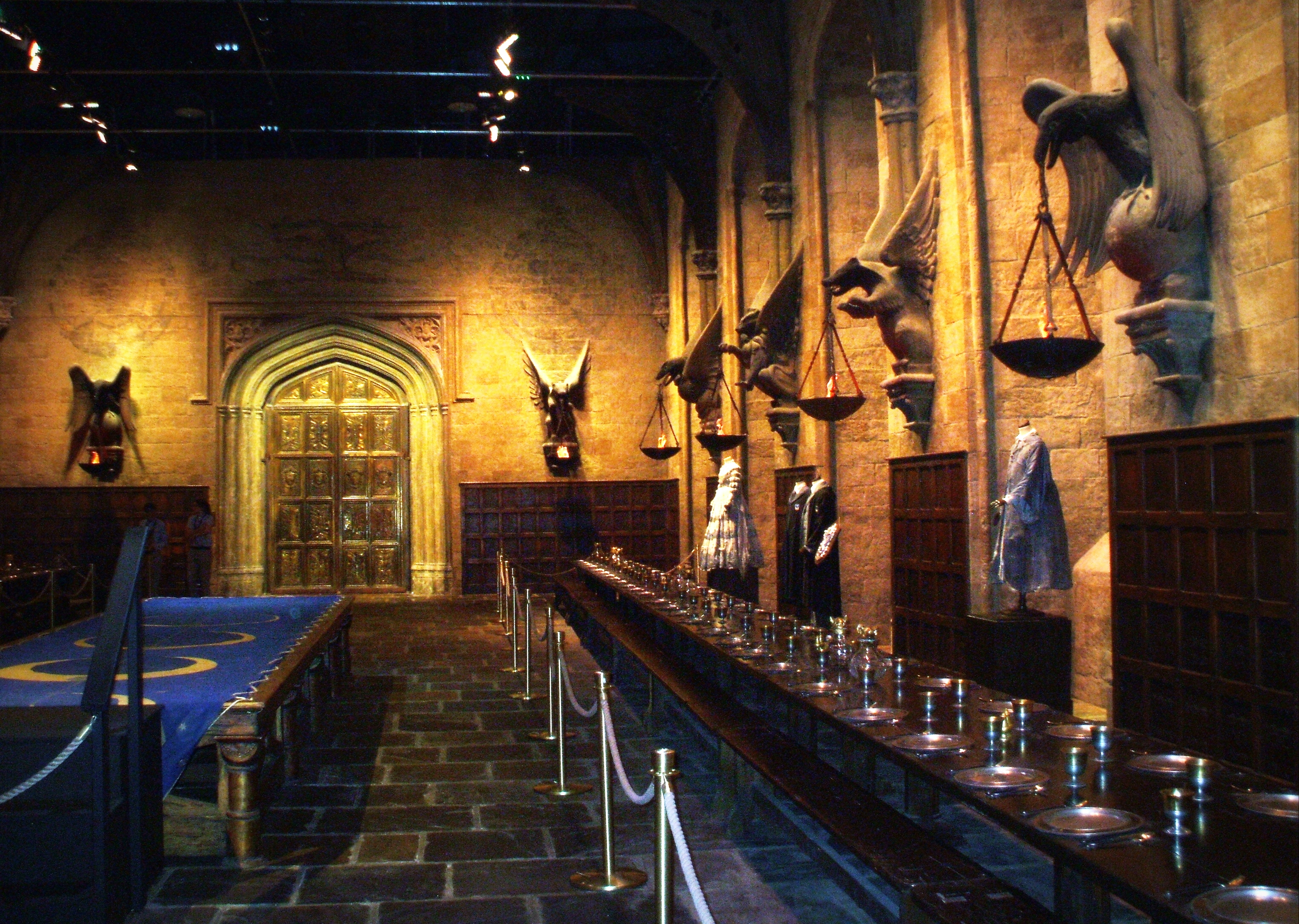
Film sada The Great Hall, Bradavice

### Přeměňování
Přeměňování je umění měnit vlastnosti objektu. Studenty učí přeměňovat věci (např. učebnici) v jiné věci (např. krysu). Patří mezi nejdůležitější předměty. Tento předmět učí Harryho po celou dobu profesorka Minerva McGonagallová. V pátém díle McGonagallová říká, že předmět vyučuje již 39 let. McGonagallová je zvěromág, umí se přeměnit v kočku. V době, kdy byl ředitelem Bradavic Armando Dippet, učil přeměňování Albus Brumbál.

### Obrana proti černé magii
V obraně proti černé magii se studenti učí obranné techniky před černou magií a chránit se před zlými stvořeními. Součástí je také praxe v obranných kouzlech a teorie o kletbách, se kterými se mohou setkat kouzelníci mimo školu. Učitelé předmětu se velmi často střídají, během Harryho studia nevydržel žádný z nich déle než rok. Někteří říkají, že post profesora obrany proti černé magii je zakletý, a to od té doby, co o něj žádal Lord Voldemort. Rowlingová jednou prohlásila, že po Voldemortově smrti kletba zmizela a v době mezi poslední kapitolou sedmého dílu a epilogem předmět učila jedna osoba.
V době Voldemortova studia učila obranu profesorka Galatea Merrythoughtová. Po jejím odchodu se o místo ucházel Voldemort, ale Brumbál ho odmítl a začala éra učitelů na jeden rok. Během Harryho studia se na postu profesora obrany proti černé magii postupně vystřídali Quirinus Quirrell, koktavý muž s turbanem okolo hlavy, ovládaný Voldemortem, Zlatoslav Lockhart, známý bojovník s černou magií, který ovšem o svých činech lhal a ve skutečnosti byl zbabělý, Remus Lupin, dávný přítel Jamese Pottera a snad nejoblíbenější profesor tohoto předmětu, Alastor Moody, bývalý bystrozor, ve skutečnosti však přestrojený smrtijed Barty Skrk ml., Dolores Umbridgeová, neoblíbená profesorka dosazená ministerstvem kouzel, Severus Snape, který místo získal po dlouhých letech úsilí o něj, a Amycus Carrow, smrtijed dosazený Voldemortem. Ve hře učí obranu Bill Weasley a Olivia Green (v 6.ročníku), před nimi Patricia Rakepicková (v 5.).
Styl učení jednotlivých profesorů se výrazně lišil. Zatímco během Lockhartova působení studenti pouze předčítali z jeho knih, v Lupinově a Moodyho éře se zaměřovali na praxi. Harryho ročník se u Lupina učil bránit nebezpečným tvorům, u Moodyho kletbám. Za Umbridgeové naopak praktické cvičení úplně vymizelo a byla vyučována pouze teorie, což bylo důvodem vzniku tzv. Brumbálovy armády, studentské skupiny vedené Harrym, která studenta učila obranná kouzla i používat. Snape učil Harryho ročník zejména užívání kouzel bez vyslovení kouzelné formule – neverbální zaklínadla a nutno říct, že Snapeovy metody poněkud pozvedly úroveň předmětu. Během působení Amycuse Carrowa se obrana proti černé magii změnila ve vyučování černé magie. Starší studenti si měli trénovat kletby na prvňácích apod.

### Bylinkářství
Bylinkářství se zabývá kouzelnými rostlinami, pečováním o ně, jejich využitím a bojem s nimi. Vyučuje se ve sklenících (ve filmu a hře byl zmíněn skleník číslo 3), kde jsou jednotlivé rostliny pěstovány a které mají různé stupně, podle nebezpečnosti. Vyučuje je profesorka Pomona Prýtová, ředitelka mrzimorské koleje. V epilogu posledního dílu série se také dozvídáme, že generaci Harryho dětí v bylinkářství vyučuje Neville Longbottom, Harryho spolužák.

### Kouzelné formule
Kouzelné formule vyučuje malý profesor Filius Kratiknot, ředitel Havraspárské koleje, který si stoupá na velký stoh knih, aby viděl na žáky. V kouzelných formulích se žáci učí kouzla jako Lumos (z hůlky vytryskne světlo) nebo Alohomora (otevře zamčený zámek). K vytváření formulí se používá latina, například přivolávací kouzlo Accio je z latinského accire (volat či přivolávat).

### Lektvary
V lektvarech se studenti učí namíchat různé lektvary s kouzelnými efekty. To vyžaduje používání správných surovin ve správném množství a ve správném čase a teplotě. Na otázku, zda může lektvar uvařit mudla, odpověděla Rowlingová: „Lektvary se zdají jako mudlům nejbližší předmět. Ale přijde bod, kdy potřebujete více než jen míchat.“ V době Harryho studia lektvary vyučuje Severus Snape, (ředitel Zmijozelské koleje, později celé školy čar a kouzel) a to od prvního do pátého ročníku. Když Snape v šestém díle odchází na místo profesora obrany proti černé magii, nahrazuje ho Horácio Křiklan, který lektvary učil již dříve. V knihách mnohdy najdete i návod, jak některý lektvar připravit – Severus Snape se v první knize (i filmu) zmiňuje, že Doušek živé smrti vyrobíte pomocí Rozdrceného kořene Asfodelu a výluhu z pelyňku. Byla to jedna ze 3 otázek pro Harryho, (zbývající 2 byly: kam jít, když ho Snape požádá, aby Harry našel Bezoár, a jaký je rozdíl mezi Šalomounkem a Mordovníkem) který na ně neznal odpověď, zato Hermiona se hlásila.

### Dějiny čar a kouzel
Dějiny čar a kouzel jsou jediným předmětem, který vyučuje duch – profesor Cuthbert Binns. Ten prý „kdysi usnul před krbem ve sborovně a své tělo tam nechal“. Vzhledem k tomu, že mluví monotónním hlasem a téměř bez přestávky, je považován za nejnudnějšího učitele v Bradavicích. Mezi probíraná témata předmětu patří např. vzpoury skřetů, války s obry nebo původ čarodějnického utajení.

### Astronomie
Astronomie je jediným předmětem v Bradavicích, který má svého přímého protějška ve skutečném světě. Tento předmět vyučuje profesorka Sinistrová na astronomické věži, nejvyšší věži Bradavického hradu, v noci. V rámci tohoto předmětu mohou studenti opustit své koleje po večerce. Žáci se zde učí poznávat souhvězdí, planety i jednotlivé hvězdy.

### Létání na koštěti
Létání na koštěti se vyučuje pouze v prvním ročníku (na rozdíl od hry Harry Potter: Hogwarts Mystery, kde se učí celých sedm let) a žáci se zde pod vedením madam Hoochové, zároveň také rozhodčí ve famfrpálu, učí létat na koštěti. Po tomto ročníku je studentům školy umožněno nastoupit do kolejního famfrpálového týmu. Žáci se zde učí létání absolutně od základů – od přejmutí vlády nad koštětem přes vzlétnutí a přistání až po zatáčení, zrychlování a brzdění.
Každá bradavická kolej má své famfrpálové družstvo, složené ze 7 nejlepších hráčů koleje a to na postech útočník (3 studenti), odrážeč (2 studenti), brankář (1 nejlepší) a chytač (opět 1). Tento post si zahrál i sám Harry Potter. Každá kolej má svého kapitána který je zároveň trenérem.

### Péče o kouzelné tvory
V péči o kouzelné tvory se studenti učí starat se o různá magická stvoření. Hodiny se odehrávají mimo hrad. Na začátku Harryho studia, v době, kdy ale Harry tento předmět nestuduje, vyučuje předmět profesor Silvanus Kettleburn, který ale později odejde do penze, "aby mohl více času věnovat péči o své zbývající končetiny". Po něm se vyučování ujme Rubeus Hagrid, který je několikrát, mj. poté, co ho z místa odvolá Umbridgeová, bradavická vrchní vyšetřovatelka, zastupován profesorkou Červotočkovou.

### Jasnovidectví
V jasnovidectví se studenti učí předpovídat budoucnost, např. věštěním z dlaně, čajových lístků, z kříšťálové koule. Učí jej profesorka Sibylla Trelawneyová, která studenty neustále děsí zvěstmi o smrti. Profesorka McGonagallová tvrdí, že jasnovidectví je jedním z nejnepřesnějších odvětví magie. Naproti tomu zastánci jasnovidectví, včetně profesorky Trelawneyové, tvrdí, že k němu je potřeba zvláštní dar – tzv. vnitřní oko. Poté, co je profesorka Trelawneyová odvolána vrchní vyšetřovatelkou Umbridgeovou, učí předmět kentaur Firenze. Po odchodu Umbridgeové se Firenze a Trelawneyová o předmět dělí. Učebna jasnovidectví se nachází v jedné z věží, do místnosti se vstupuje stříbrným žebříkem. Kentaurova učebna vypadá jako mýtina v lese a je ve spodních patrech hradu.

### Věštění z čísel
Věštění z čísel, neboli numerologie, souvisí s magickými vlastnostmi čísel. Vzhledem k tomu, že Harry tento předmět nestuduje, mnoho se o něm neví, ale je to oblíbený předmět Hermiony. Vyučuje ho profesorka Septima Vectorová.

### Studium mudlů
Studia mudlů se zabývají studiem nekouzelnického světa z pohledu kouzelníků. Slouží především k tomu, aby se čarodějové dokázali krýt v mudlovském světě. Je známo, že předmět učil Quirinus Quirrell, který ovšem přešel na místo učitele obrany proti černé magii a na jeho místo nastoupila Charita Burbageová, která zemře rukou lorda Voldemorta v první kapitole posledního dílu, protože ve svém předmětu ukazovala mudly v dobrém světle. Po ovládnutí školy smrtijedy se vyučování ujala Alekto Carrowová, která žáky učila o zkaženosti mudlů.

### Starodávné runy
Starodávné runy jsou převážně teoretický předmět zabývající se luštěním starodávných run. Z postav série jej studuje pouze Hermiona. Učí ho profesorka Bathsheda Babbling. Ve hře Harry Potter: Hogwarts Mystery je součástí Historie magie.

## Místa v Bradavicích

### Tajemná komnata
Tajemná komnata je místnost v podzemí pod bradavickým hradem, důležitá zejména pro děj knihy Harry Potter a Tajemná komnata. Podle legendy komnatu postavil jeden ze zakladatelů Bradavic Salazar Zmijozel, který se neshodl s ostatními zakladateli v otázce přijímání studentů mudlovského původu. Před svým odchodem ze školy ukryl v komnatě baziliška – obřího hada, který má po příchodu Zmijozelova dědice pomoci vyčistit školu od mudlovských kouzelníků. Komnata se v historii Bradavic otevřela čtyřikrát – poprvé ji otevřel Tom Raddle v průběhu svých studií, podruhé komnatu otevře Ginny Weasleyová pod vlivem jednoho z Voldemortových viteálů – Raddleova deníku, potřetí ji otevřel Harry Potter pomocí hadí řeči, aby s Ronem Weasleym zachránili Ginny Weasleyovou a po čtvrté Ronald Weasley s Hermionou Grangerovou, když v sedmém díle šli pro zub Baziliška, aby mohli zničit další z Voldemortových viteálů - Pohár Helgy z Mrzimoru.
Při prvním otevření komnaty zemřela Ufňukaná Uršula, z níž se pak stal duch, která byla v umývárně, která je vchodem do Tajemné komnaty. Uršulin duch tuto umývárnu pak celá léta obývá. Do komnaty se lze dostat pomocí hadího jazyka. Díky tomu se tam dostal ve druhém ročníku Harry, když šel spolu s Ronem a Lockhartem osvobodit Ginny. Nicméně do komnaty se podařilo vstoupit i Ronovi v sedmém díle, když pouze napodobil to, co dříve řekl Harry. Ron se do komnaty vydal spolu s Hermionou, aby získali baziliškovy zuby – jeden z nástrojů ke zničení viteálů.

### Komnata nejvyšší potřeby
Komnata nejvyšší potřeby je skrytá místnost v bradavickém sedmém patře. Zjevuje se pouze, když ji někdo potřebuje, a je pak vybavena vším, co dotyčný žádá. Poprvé je zmíněna při vánočním plese Brumbálem, který vypráví, jak jednou musel na záchod a dostal se do místnosti s výstavou nočníků, ale později, když se vracel, aby si ji lépe prohlédnul, už ji nemohl nalézt. V pátém díle ji využijí Harry, Ron, Hermiona a další studenti, jako cvičebnu pro Brumbálovu armádu. Předtím ji Dobby používal, když potřeboval zotavit opilou Winky, Fred a George Weasleyovi se tam zase dostali, když utíkali před Filchem, tehdy se zjevila jako přístěnek na košťata. Profesorka Trelawneyová tam schovávala prázdné lahve od sherry.
V šestém díle ji Harry využije k úkrytu své učebnice lektvarů, která kdysi patřila princi dvojí krve a bylo v ní uvedeno kouzlo sectumsempra, která použil proti Dracovi. Ve stejném roce je v Komnatě nejvyšší potřeby ukryta také rozplývavá skříň, kterou opravuje Draco Malfoy. Ta pomůže proniknout do školy smrtijedům, kteří pak zapříčiní smrt Brumbála.
V sedmém díle poslouží Komnata nejvyšší potřeby jako útočiště pro studenty vzpírající se praktikám smrtijedů Carrowových, kteří učí během vlády smrtijedů v Bradavicích černou magii (bývalá obrana proti černé magii) a studia mudlů. Na konci sedmého dílu je v ní také nalezen havraspárský diadém, jeden z Voldemortových viteálů.

### Velká síň
Velká síň je obrovská místnost s kouzelným stropem, který odráží venkovní počasí. Ve Velké síni jsou čtyři dlouhé stoly pro jednotlivé koleje (zprava Nebelvír, Mrzimor, Havraspár, Zmijozel) a jeden stůl pro profesory, zaměstnance školy či příležitostné hosty. Síň slouží pro zahájení i zakončení školního roku, k hostinám, slavnostem, skládání zkoušek NKÚ a OVCE a pro hodiny přemisťování. Do Bradavic ani školních pozemků, jak je známo, se nelze přemístit. Zvláštností je, že to však v soboty v dobách kurzů přemisťování na několik hodin pro Velkou síň neplatí.
Právě ve Velké síni byl Harry zařazen do Nebelvíru, ve druhém díle byl organizován soubojnický klub, ve třetím díle zde spali bradavičtí studenti, když se roznesla zpráva, že se do Bradavic dostal Sirius Black, ve čtvrtém díle zahájen turnaj Tří kouzelníků, ohnivý pohár pro výběr tří šampionů, vánoční ples, v sedmém díle sem byli doneseni všichni mrtví po Bitvě o Bradavice. Po Velké síni poletuje mnoho duchů, například kolejní.

## Ředitelství
V čele Bradavické školy je ředitel dosazený správní radou. Každá kolej má svého ředitele, z nichž jeden je také zástupcem ředitele školy. Poslední známá sestava:
| roky      | Nebelvír                    | Mrzimor        | Havraspár        | Zmijozel        | Ředitel školy         |
| --------- | --------------------------- | -------------- | ---------------- | --------------- | --------------------- |
| 1991–1995 | Minerva McGonagallová       | Pomona Prýtová | Filius Kratiknot | Severus Snape   | Albus Brumbál         |
| 1995      | Minerva McGonagallová       | Pomona Prýtová | Filius Kratiknot | Severus Snape   | Dolores Umbridgeová   |
| 1996      | Minerva McGonagallová       | Pomona Prýtová | Filius Kratiknot | Severus Snape   | Albus Brumbál         |
| 1997      | Minerva McGonagallová       | Pomona Prýtová | Filius Kratiknot | Horacio Křiklan | Severus Snape         |
| 1998–     | Neville Longbottom[zdroj⁠?!] | Pomona Prýtová | Filius Kratiknot | Horacio Křiklan | Minerva McGonagallová |

V sedmém díle se v Bradavicích odehrává rozhodující Bitva o Bradavice.